# The Joining of the Oceans, the Panama Canal, October, 1913
The Joining of the Oceans, the Panama Canal, October, 1913 è un cortometraggio muto del 1913 
Non si conosce il nome del regista del film, un documentario prodotto dalla Edison a Panama.

## Trama
A Colon, sul lato atlantico del Canale di Panama. I nuovi pontili e la nave Fram in attesa di passare tra le prime attraverso il canale completato. Da Colon a Gatun, passando così dal livello del mare alla serie di chiuse che permettono alle prime imbarcazioni di salire su questi giganteschi elevatori. Si vedono i rimorchiatori pieni di ospiti illustri sollevati a un'altezza di settanta piedi sul livello del mare, si arriva al lago Gatún, il grande stagno artificiale del Canale, le isole fortificate nella baia di Panama, i cantieri navali di Balboa e le chiuse completate a Miraflores. Sulla striscia di terra che fino al 9 ottobre tratteneva le acque del lago dal taglio della Culebra, il Gamboa Dike. Un minuto dopo le due del pomeriggio del 10 ottobre, il presidente Wilson lanciò un segnale telegrafico dalla Casa Bianca e, all'istante si alzò a Panama un'enorme colonna di fango, fumo e acqua in seguito all'esplosione di quasi diciottomila libbre di dinamite posizionate per far saltare il Gamboa Dike. Quando il fumo si dissolve, si videro le acque del lago precipitare nella fenditura che si era formata, completando la spaccatura che divideva in due il continente.

## Produzione
Il film fu prodotto dalla Edison Company.

## Distribuzione
Distribuito dalla General Film Company, il film - un documentario di 150 metri - uscì nelle sale cinematografiche degli Stati Uniti il 10 dicembre 1913. Nelle proiezioni, veniva programmato con il sistema dello split reel, accorpato in un'unica bobina con un altro cortometraggio prodotto dalla Edison, la commedia Greedy George.